# 크리스티안 위르겐센 톰센

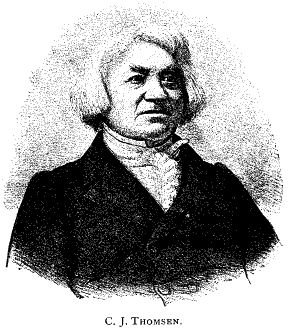
크리스티안 위르겐센 톰센

크리스티안 위르겐센 톰센(Christian Jürgensen Thomsen, 1788년 ~ 1865년)은 덴마크의 고고학자이다. 코펜하겐의 국립박물관 골동품 책임자를 맡았으며, 박물관에 수집된 옛날의 유물을 정리하기 위하여 유명한 3시기법을 고안하였다. 이 법은 석기, 청동기, 철기 시대로 구분한 것으로 고고학 연구에 크게 이바지하였다.